# Eigil Wolff
Eigil Hilmar Wolff (født 12. november 1914 på Frederiksberg, død 18. december 1983 i Gentofte) var en dansk officer, bror til Torben Wolff.
Han var søn af postmester Jørgen Frederik de Lichtenberg Wolff (1886-1960, gift 2. gang 1942 med Henny Marie Cornelia Dichman, 1898-1976) og Karen Margrethe Lunn (1892-1981, gift 2. gang 1941 med Erik Johnstad-Møller, 1894-1982), blev student 1933, gennemgik Hærens Officersskole 1935-37, var ved Den Kongelige Livgarde 1937-46 og ved Den Danske Brigade i Sverige 1943-45.
Wolff kom på generalstabskursus og fransk École d'état-major 1947-48, gjorde tjeneste i Generalstaben og Forsvarsstaben 1948-51, var lærer i taktik på generalstabskursus 1951-55, bataljonschef i Aalborg og Vesttyskland 1955-57, chef for Hærstabens operationsafdeling 1957-59, forsvarsattaché i Bonn 1959-60, blev generalmajor 1960 og chef for Hærstaben 1960-63, midlertidig generalløjtnant 1963, chef for Enhedskommandoen for den sydlige del af NATO's nordregion 1963, tillige chef for Forsvarets operative styrker 1967, chef for Forsvarsstaben 1970, generalløjtnant samme år og blev chef for NATO Defence College i Rom 1973, hvilket han var til 1975. Indtil sin pensionering i 1979 stod han i reserven. Han var medarbejder ved tredje udgave af Dansk Biografisk Leksikon.
Han blev Ridder af Dannebrogordenen 1957, Ridder af 1. grad 1961, Kommandør 1967, Kommandør af 1. grad 1972 og fik Storkorset 1976, bar Frederik IX's Mindemedalje og Hæderstegnet for god tjeneste ved Hæren samt en række udenlandske ordener.
Wolff blev gift 29. juli 1940 i Messiaskirken med Grete Petersen (5. februar 1918 i Peking - ?), datter af ingeniør Vilhelm Petersen og hustru Ingeborg født Møller (adopteret 1926 af litograf Axel Lachmann).
Han er begravet på Bispebjerg Kirkegård. Der findes et portrætmaleri af ham.